# Pigen Silke
|  | Denne artikel er oprettet af botten PalnaBot ud fra en ekstern database. Den kan derfor have sproglige fejl eller mangler. Denne skabelon kan fjernes efter kontrol af indholdet. |

Pigen Silke er en film instrueret af Lise Roos efter manuskript af Lise Roos.

## Handling
Filmen viser nogle karakteristiske dagligdags træk af et barns udvikling i alderen mellem 2 og 3 år . Barnet er placeret i sine vante omgivelser og er så fortrolig med tilstedeværelsen af filmapparaturet, at dette ikke griber forstyrrende ind i iagttagelsessituationerne.